# نادي النجم المراكشي
نادي النجم المراكشي هو نادٍ رياضي مغربي من مدينة مراكش تأسس سنة 1965، يمارس في الدوري المغربي لكرة القدم القسم الثالث.